# کریسانژ
کریسانژ (به فرانسوی: Cressanges) یک کمون (فرانسه) در فرانسه است که در canton of Le Montet واقع شده‌است. کریسانژ ۴۱٫۷۶ کیلومتر مربع مساحت دارد ۴۲۶ متر بالاتر از سطح دریا واقع شده‌است.